# Acridocarpus smeathmannii
Acridocarpus smeathmannii là một loài thực vật có hoa trong họ Malpighiaceae. Loài này được (DC.) Guill. & Perr. mô tả khoa học đầu tiên năm 1831.